# Rory Oge O'More
Rory O 'More, también conocido como Rory Oge O'More (en irlandés: Ruairí Óg Ó Mórdha) (m. 1578), fue el señor de Laois.

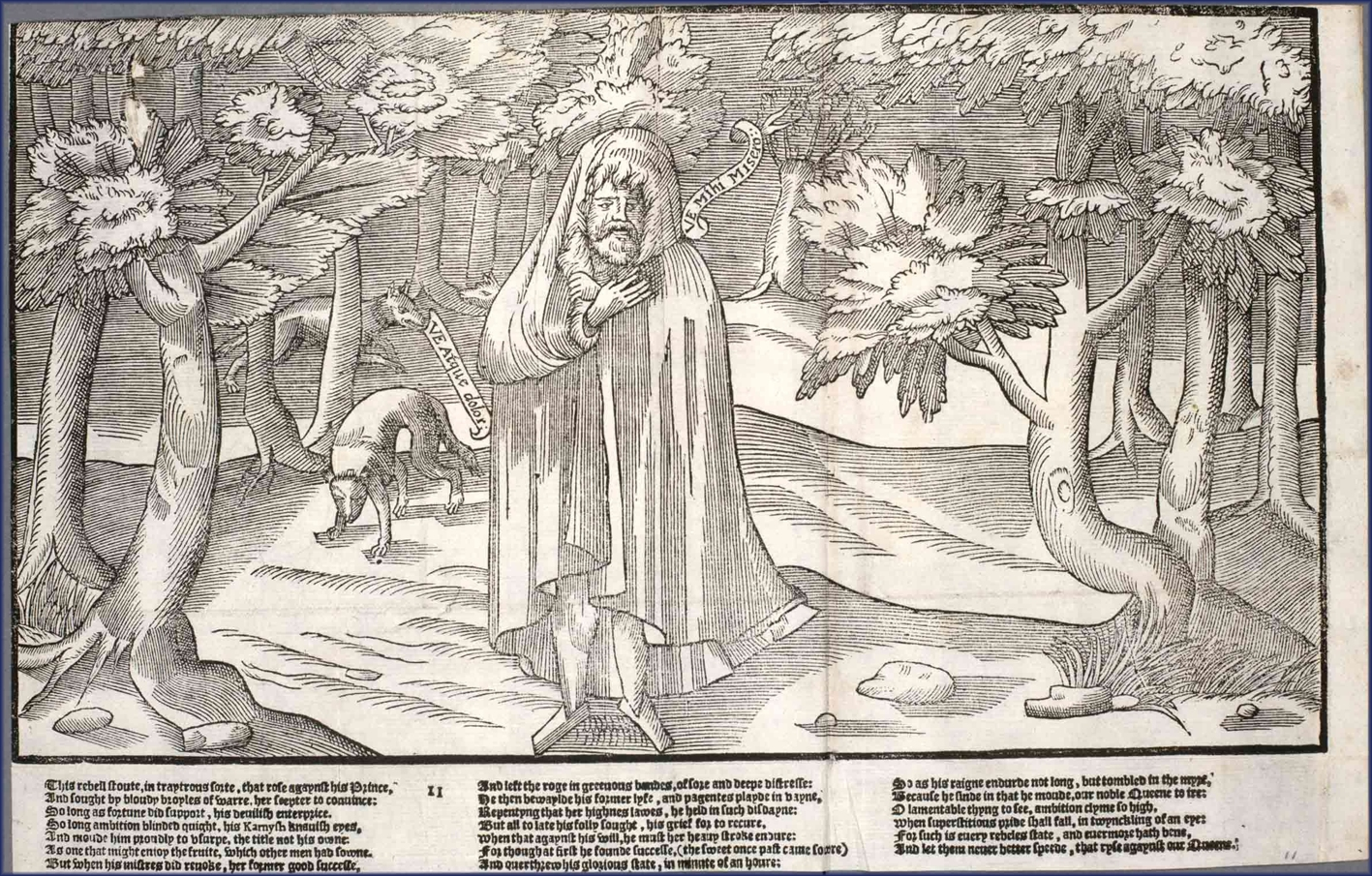
Rory O'More en The Image of Irelande, with a Discoverie of Woodkarne, del inglés John Derrick.

## Primeros años
Fue el segundo hijo de Ruairí Ó Mórdha, capitán de Leix, y Margaret, hija de Thomas Butler y nieta de Piers Butler, octavo conde de Ormond. Su familia era una de las más importante de irlanda.

## Familia
Ruairí Caoch Ó Mórdha (fl. 1554), su padre, era hijo de Connell Ó Mórdha (m. 1537), y se convirtió rápidamente en un jefe triunfador. A la muerte de Connell comenzó una disputa entre sus tres hijos – Lysaght, Kedagh, y Ruairí– y su tío Peter, que era el Tanist, por la jefatura de la familia. En aquel momento, Peter mantenía buenas relaciones con los Butler. Consiguientemente, el Lord Diputado de Irlanda, Sir Leonard Grey, apoyó los hijos; y, a pesar de que Peter fue reconocido jefe, Grey le tendió una trampa y le mantuvo encarcelado por algún tiempo. Lysaght fue asesinado; Kedagh consiguió la jefatura, pero murió a comienzos de 1542, y Ruairí, el tercer hermano, consiguió el título.
El 13 de mayo de 1542, Ruairí Caoch accedió a los acuerdos de rendición y reconcesión, bajo el nombre anglicanizado de "Rory O'More de Lex".
Kedagh había dejado un hijo del mismo nombre, que mucho tiempo después, en 1565, solicitó al Consejo Privado de Dublín la restitución de la herencia de su padre. En una concesión otorgada más adelante por el rey  Eduardo VI se habla de los servicios prestados; pero una orden del 15 de marzo de 1550-1551 prohíbe a cualquier persona del apellido Ó Mórdha poseer tierras en Leix.
En algún momento entre 1550 y 1557 Ruairí Ó Mórdha fue asesinado, y sucedido por Connell Ó Mórdha, que puede ser el Connell Oge O'More mencionado en 1556 en el poblamiento de Leix. Fue ejecutado en 1557.
En 1556, la Reina María aprobó un Acta "..Por el que sus majestades el Rey y la Reina, y los herederos y Sucesores de la Reina, son entitulados a los Condados de Leix, Slewmarge, Irry, Glinmaliry, y Offaily, y para hacer las mismas Tierras Condados." Esto creaba los nuevos condados de la reina (Condado de Laois) y el condado del rey (Condado Offaly), desposeyendo al resto del clan O'More e iniciando las Plantaciones de Irlanda.

## Ruairí Óge y Callagh
Rory dejó dos hijos, Callagh y Ruairí Óge. Callagh, que fue educado en Inglaterra, era llamado 'The Calough,' por los ingleses y, teniendo en cuenta que se denomina de Gray's Inn en 1568 puede ser el John Callow que estuvo allí en 1567 (Foster, Reg. de Gray's Inn, p. 39). En 1571 Ormonde solicitó el regreso de Calough, y poco después volvió a Irlanda, y recibió una propiedad en Balyna, cercano Moyvalley, Condado Kildare en 1574. En 1582 se le consideró suficientemente adepto a la corona para recibir una concesión de tierra Leix. Callagh fue el padre de Rory O'Moore, alias Sir Roger Moore, que participó en la Rebelión irlandesa de 1641.

## Rebelión
Ruairí Óge Ó Mórdha, el segundo hijo, estuvo constantemente envuelto en la rebelión. Recibió un perdón el 17 de febrero de 1565-6, pero en 1571 fue declarado como peligroso, y en 1572 se enfrentó al Conde de Ormond y a Isabel II, aprovechando la debilidad de las fuerzas de Francis Cosby, el senescal del Condado de la reina, y la ausencia provisional de Ormond en Inglaterra. Los Butler y los Fitzgerald se uniero contra él; pero, cuando en noviembre de 1572, el Conde de Desmond huyó de Dublín,  fue Ruairí Óge Ó Mórdha quién le escoltó a través de Kildare y le protegió en Laois. Estuvo implicado en los planes del Conde de Kildare en 1574, y fue hecho prisionero por los ingleses en noviembre, pero pronto quedó libre.

## Sometimiento y guerra
Cuando Sidney llegó a su territorio, O'Mordha se entrevistó con él en la catedral de Kilkenny (diciembre de 1575), y 'se sometió, arrepintiéndose (así dijo) de sus faltas anteriores, y prometiendo de ahora en adelante vivir de mejor modo (ya que peor de lo que había sido no podía ser)'. Recibió un nuevo perdón el 4 de junio de 1576 (ib. p. 179).
El día del año Nuevo 1577, tuvo lugar una brutal masacre de irlandeses por parte de las tropas de Sir Henry Sidney en Mullaghmast en Kildare. Sidney invitó a todos los jefes gaélicos de Laois y Offaly a una conferencia de paz en Mullaghmast. Estos llegaron desarmados y fueron asesinados junto con sus familias por los soldados ingleses que rodeaban el castillo. Estimaciones de los muertos varían desde los 40 (el número de señores gaélicos) a varios cientos. O'Mordha juró vengar las muertes de sus paisanos. Secuestró a dos hombres llamados Harrington y Cosby, parientes de personas importantes.
La esposa de Ó Mórdha y todos los demás a excepción del propio Ó Mórdha y uno de sus acompañantes resultaron muertos. Ó Mórdha consiguió escapar, y masacró de tal modo a Harrington que Sidney podía ver los sesos de Harrington cuando se le tapaban las heridas. Ó Mórdha se escabulló entre las piernas de un soldado y huyó prácticamente en cueros.
Esperó por ayuda desde España, y, con el respaldo de su amigo, John Burke, lanzó un desesperado ataque contra la Empalizada. Se alió con algunos de los O'Connor, y reunió un ejército. El 18 de marzo de 1576-7 el senescal del condado de la reina recibió la orden de atacar a Ruairí Óge y los O'Connor. Sidney escribió al consejo el mismo mes: "Rory Oge O'More y Cormock M'Cormock O'Conor han incendiado el Naas. Ellos ranne minuciosos el towne lyke hagges y furias de infierno, con escamas de fier fastned en fines de polos."

## Muerte
Los ingleses pusieron un enorme precio a su cabeza para la época, £1,000, como era su costumbre con los señores gaélicos.
En un intento de atrapar a Barnaby Fitzpatrick, Barón de Upper Ossory, fue asesinado por miembros de la familia Fitzpatrick en junio de 1578, y su cabeza fue llevada al Castillo de Dublín, que se encontraba rodeada de las cabezas de los más importantes rebeldes.

## Descendientes
Dejó un hijo, Eoghan mac Ruairí Ó Mórdha. John Burke, hijo del Conde de Clanricarde, se hizo cargo de él. Los ingleses consiguieron hacerse con él con alguna dificultar, y regresó y recuperó casi todo Laois. Murió en una escaramuza cerca de Timahoe el 17 de agosto de 1600. El propagandista inglés Fynes Moryson le llamó 'un sangriento e intrépido joven', los cronistas irlandeses de los Cuatro Maestros 'un ilustre, renombrado, y celebrado caballero'. Tras su muerte, la familia O'More quedó condenada.
El Coronel Rory O'Moore (en irlandés: Ruairí Óg Ó Mórdha; c.1620-c.1653), uno de los principales líderes de la Rebelión irlandesa de 1641, era su sobrino.